# Donat de Bad Münstereifel
 (janvier 2024).
La mise en forme du texte ne suit pas les recommandations de Wikipédia : il faut le « wikifier ».
Les points d'amélioration suivants sont les cas les plus fréquents. Le détail des points à revoir est peut-être précisé sur la page de discussion.
- Les titres sont pré-formatés par le logiciel. Ils ne sont ni en capitales, ni en gras.
- Le texte ne doit pas être écrit en capitales (les noms de famille non plus), ni en gras, ni en italique, ni en « petit »…
- Le gras n'est utilisé que pour surligner le titre de l'article dans l'introduction, une seule fois.
- L'italique est rarement utilisé : mots en langue étrangère, titres d'œuvres, noms de bateaux, etc.
- Les citations ne sont pas en italique mais en corps de texte normal. Elles sont entourées par des guillemets français : « et ».
- Les listes à puces sont à éviter, des paragraphes rédigés étant largement préférés. Les tableaux sont à réserver à la présentation de données structurées (résultats, etc.).
- Les appels de note de bas de page (petits chiffres en exposant, introduits par l'outil «  Source ») sont à placer entre la fin de phrase et le point final[comme ça].
- Les liens internes (vers d'autres articles de Wikipédia) sont à choisir avec parcimonie. Créez des liens vers des articles approfondissant le sujet. Les termes génériques sans rapport avec le sujet sont à éviter, ainsi que les répétitions de liens vers un même terme.
- Les liens externes sont à placer uniquement dans une section « Liens externes », à la fin de l'article. Ces liens sont à choisir avec parcimonie suivant les règles définies. Si un lien sert de source à l'article, son insertion dans le texte est à faire par les notes de bas de page.
- La présentation des références doit suivre les conventions bibliographiques. Il est recommandé d'utiliser les modèles {{Ouvrage}}, {{Chapitre}}, {{Article}}, {{Lien web}} et/ou {{Bibliographie}}. Le mode d'édition visuel peut mettre en forme automatiquement les références.
- Insérer une infobox (cadre d'informations à droite) n'est pas obligatoire pour parachever la mise en page.

Pour une aide détaillée, merci de consulter Aide:Wikification.
Si vous pensez que ces points ont été résolus, vous pouvez retirer ce bandeau et améliorer la mise en forme d'un autre article.
Donat de Muenstereifel est un saint des catacombes dont les reliques se trouvent dans l'église des Jésuites de Bad Muenstereifel. Il est largement vénéré dans la région de la vallée du Rhin en Allemagne et aux Pays-Bas, et il est le saint patron de Buda et protège contre la foudre, les orages et les tempêtes. Ses reliques ont été transférées à Münstereifel au XVIIe siècle depuis les catacombes de Rome, où il avait été enterré à l'origine.

## Légende
Saint Donat serait un soldat et martyr romain du IIe siècle. Ses parents s'appelaient Faustus et Flaminia. Lorsque Faustus tomba gravement malade, sa femme Flaminia demanda l'intercession de saint Gervais, qui lui assura que son mari se rétablirait et engendrerait un fils. Cela arriva et Flaminia nomma le garçon Donat, ce qui signifie « cadeau ». Elle l'a éduqué dans la foi chrétienne. À l'âge de 17 ans, il s'engage dans la célèbre XII Légion « Fulminatrix », c'est-à-dire la « Légion Fulminante ». Il gravit rapidement les échelons et devint bientôt le garde du corps personnel de l'empereur Marc Aurèle.
En 173, la XIIe Légion est engagée dans les guerres marcomanes en Moravie, le long de la frontière du Danube. Selon l'écrivain contemporain Dion Cassius, une partie de la légion était encerclée et presque submergée, lorsqu'elle fut miraculeusement sauvée par un orage providentiel. Dion Cassius a attribué l'orage à l'invocation de Mercure par le sorcier égyptien d'Aurèle, Arnuphis, mais Tertullien et d'autres écrivains chrétiens ont attribué le miracle aux prières des nombreux chrétiens de cette Légion. Une légende ultérieure attribue à Donat le rôle de chef des prières des chrétiens. Après le miracle, Donat rendit grâce à Dieu et fut martyrisé par l'empereur.
Il est enterré par sa mère dans les catacombes de Sainte-Agnès. Au fil des siècles, l’accès aux catacombes s’est perdu. En 1646, les catacombes sont rouvertes et les reliques de Donat et de nombreux autres saints sont redécouvertes. Le pape Innocent X a légué les reliques de Donat à l'église des Jésuites de Muenster Eifel et elles sont transportées en procession de Rome jusqu'en Rhénanie. Le 30 juin 1652, les reliques se trouvaient dans l'église Saint-Martin d'Euskirchen, lorsqu'un prêtre jésuite, le P. Heerde, disait la messe du matin. À la fin de la bénédiction, la foudre frappe l’église et met le feu à l’autel et au prêtre. Il invoque immédiatement l'aide de Saint Donat et est miraculeusement rétabli indemne. Ce miracle répandit la renommée du martyr romain dans toute la région.
Certains auteurs commentent l'allitération entre le nom latin Donatus et le mot allemand Donner, qui signifie « Tonnerre ».

## Vénération
Saint Donat est un patron contre la foudre. Son culte est étroitement lié à celui de saint Florian, protecteur des gelées de mai. Les deux ensemble sont souvent invoqués pour protéger les vendanges, notamment en Hongrie. Bien qu'il ne figure pas dans le martyrologe romain, il partage une fête avec son homonyme, saint Donat d'Arezzo, le 7 août. Il est également communément vénéré le 30 juin, jour anniversaire de son miracle à Euskirchen. Il y a une foire annuelle en son honneur à Euskirchen le 2ème dimanche de mai. L'archidiocèse de Cologne organise un pèlerinage annuel à Bad Muenstereifel le 2e dimanche de juillet. En Hongrie, où il jouit d'un culte répandu dans la région viticole du Balaton, sa protection pour le millésime est demandée le 7 août. Il est représenté dans l'art portant une armure romaine et armé d'un coup de foudre. Il est souvent représenté tenant une palme du martyr ou une vigne.
- Église Saint-Donat à Bad Muenstereifel,
- Amberg, Aschach, diocèse de Ratisbonne
- Église Saint-Donat de Brand, Aix-la-Chapelle
- Chapelle Saint-Donat à Csobánc, Gyulakeszi, Hongrie http://www.muemlekem.hu/muemlek?id=9883
- Chapelle Saint-Donat à Balatonlelle, Hongrie https://www.panoramio.com/photo/109167118
- Vignobles de Saint-Donat à Csopak, Hongrie
- Église Saint-Donat en Carinthie
- Arsdorf, Rambrouch, Luxembourg
- Wormeldange, Luxembourg
- Beidweiler, Luxembourg
- Abbaye de Neumünster, Luxembourg-Ville
- St. Michael, Butgenbach, Belgique
- Saint-Martin, Euskirchen, Allemagne
- Wawern, Bitburg-Prüm, Allemagne
- Oberthal, Sarre
- Saint-Jean à Baindt, Allemagne
- Église Saint-Donat à Saint-Donat, Iowa, une colonie luxembourgeoise au sud de Dubuque, Iowa
- Donatuschurch (Donatuskerk), Leermens, Pays-Bas
- L'église Saint-Antoine de Loosbroek possède une statue en pierre peinte de Saint-Donat
- Église Saint-Donat d'Arlon, Belgique
- Saint-Donat, école, Merchtem Belgique
- Église Saint-Donat, Mont Saint-Donat, nord-est de la Slovénie

Médias en relation avec Saint Donat sur Wikimedia Commons
- Église Saint-Martin, Euskirchen - lieu du miracle de 1652.
- Foire de mai Donatus à Stadt Euskirchen
- Église Saint-Donat de Brand, Aix-la-Chapelle